# Neanura aurantiaca
Neanura aurantiaca är en urinsektsart som först beskrevs av Caroli 1912.  Neanura aurantiaca ingår i släktet Neanura och familjen Neanuridae. Inga underarter finns listade i Catalogue of Life.